# پیوتر یاروشویتس
پیوتر یاروشویتس (لهستانی: Piotr Jaroszewicz؛ ۸ اکتبر ۱۹۰۹ – ۱ سپتامبر ۱۹۹۲) یک آموزگار، سیاست‌مدار و نظامی اهل لهستان و از دسامبر ۱۹۷۰ تا فوریه ۱۹۸۰ نخست‌وزیر جمهوری خلق لهستان بود.